# Ямбулатово (Татарстан)
Ямбула́тово (тат. Ямпулат) — село в Верхнеуслонском районе Татарстана, административный центр Ямбулатовского сельского поселения.

## География
Село расположено на реке Сулица, в 38 км к юго-западу от села Верхний Услон. 

Улица: Коновалова.

## История
В 1904 году жители чувашской деревни Ямбулатово оставили прежнее место проживания и поселились рядом с русской деревней Крестниково. В большинстве материалов в Интернете пишется, что материнская деревня находилась на территории нынешнего Урмарского района Чувашии. На самом же деле она располагалась в нынешнем Янтиковском районе Чувашии и, вопреки расхожему мнению, существует до сих пор.
До 1920 года деревня была в составе Ивановской волости Свияжского уезда Казанской губернии. В 1920 году вошла в Свияжский кантон Татарской АССР. С 14 февраля 1927 года входит в Теньковский район, с 20 октября 1931 года — в Верхнеуслонском районе, с 10 февраля 1935 года снова в Теньковском районе, с 16 июля 1958 года — в Верхнеуслонском районе, с 1 февраля 1963 года — в Зеленодольском районе, с 12 января 1965 года — в Верхнеуслонском районе.

## Памятники и памятные места
- Памятник павшим в Великой Отечественной войне 1941—1945 гг.[6]

## Уроженцы
- Коновалов Семён Васильевич (1921—1989) — советский танкист-ас, участник Великой Отечественной войны, Герой Советского Союза.